# 77e cérémonie des British Academy Film Awards
La 77e cérémonie des British Academy Film Awards, organisée par la British Academy of Film and Television Arts (BAFTA), a lieu le 18 février 2024 au Royal Albert Hall pour récompenser les films sortis en 2023.
Les nominations sont connues le 18 janvier 2024.
Le film Oppenheimer de Christopher Nolan est le film le plus récompensé avec sept récompenses dont celles du meilleur film, de la meilleure réalisation, du meilleur acteur pour Cillian Murphy et du meilleur acteur dans un second rôle pour Robert Downey Jr..

## Palmarès

### Meilleur film
Note : la catégorie du meilleur film récompense les producteurs.
- Oppenheimer – Christopher Nolan, Charles Roven et Emma Thomas
  - Anatomie d'une chute -  Marie-Ange Luciani et David Thion
  - Winter Break -  Mark Johnson
  - Killers of the Flower Moon -  Dan Friedkin, Daniel Lupi (en), Martin Scorsese et Bradley Thomas (en)
  - Pauvres Créatures – Ed Guiney, Yórgos Lánthimos, Andrew Lowe et Emma Stone

### Meilleur film britannique
Note : la catégorie du meilleur film britannique récompense les producteurs.
- La Zone d'intérêt – Jonathan Glazer, James Wilson et Ewa Puszczyńska
  - Sans jamais nous connaître – Andrew Haigh, Graham Broadbent, Pete Czernin et Sarah Harvey
  - How to Have Sex – Molly Manning Walker, Emily Leo, Ivana MacKinnon et Konstantinos Kontovrakis
  - Napoléon – Ridley Scott, Mark Huffam (en), Kevin J. Walsh (en) et David Scarpa (en)
  - The Old Oak – Ken Loach, Rebecca O'Brien (en) et Paul Laverty
  - Pauvres Créatures – Yórgos Lánthimos, Ed Guiney, Andrew Lowe, Emma Stone et Tony McNamara
  - Toi et moi ? – Raine Allen-Miller (en), Yvonne Isimeme Ibazebo, Damian Jones (en), Nathan Bryon (en) et Tom Melia
  - Saltburn – Emerald Fennell, Josey McNamara et Margot Robbie
  - Scrapper – Charlotte Regan (en) et Theo Barrowclough
  - Wonka – Paul King, Alexandra Derbyshire, David Heyman et Simon Farnaby

### Meilleure réalisation
- Christopher Nolan pour Oppenheimer
  - Justine Triet pour Anatomie d'une chute
  - Andrew Haigh pour Sans jamais nous connaître
  - Alexander Payne pour Winter Break
  - Bradley Cooper pour Maestro
  - Jonathan Glazer pour La Zone d'intérêt

### Meilleur acteur
- Cillian Murphy pour son rôle de Robert Oppenheimer dans Oppenheimer
  - Bradley Cooper pour son rôle de Leonard Bernstein dans Maestro
  - Colman Domingo pour son rôle de Bayard Rustin dans Bayard Rustin
  - Paul Giamatti pour son rôle de Paul Hunham dans Winter Break
  - Barry Keoghan pour son rôle d'Oliver Quick dans Saltburn
  - Teo Yoo pour son rôle de Hae Sung dans Past Lives - Nos vies d'avant

### Meilleure actrice
- Emma Stone pour son rôle de Bella Baxter dans Pauvres Créatures
  - Fantasia Barrino pour son rôle de Celie Harris-Johnson dans La Couleur pourpre
  - Sandra Hüller pour son rôle de Sandra Voyter dans Anatomie d'une chute
  - Carey Mulligan pour son rôle de Felicia Montealegre dans Maestro
  - Margot Robbie pour son rôle de Barbie dans Barbie
  - Vivian Oparah (en) pour son rôle de Yas dans Toi et moi ?

### Meilleur acteur dans un second rôle
- Robert Downey Jr. pour son rôle de Lewis Strauss dans Oppenheimer
  - Robert De Niro pour son rôle de William King Hale (en) dans Killers of the Flower Moon
  - Jacob Elordi pour son rôle de Felix Catton dans Saltburn
  - Ryan Gosling pour son rôle de Ken dans Barbie
  - Paul Mescal pour son rôle d'Harry dans Sans jamais nous connaître
  - Dominic Sessa (en) pour son rôle d'Angus Tully dans Winter Break

### Meilleure actrice dans un second rôle
- Da'Vine Joy Randolph pour son rôle de Mary Lamb dans Winter Break
  - Emily Blunt pour son rôle de Katherine Oppenheimer dans Oppenheimer
  - Danielle Brooks pour son rôle de Sofia dans La Couleur pourpre
  - Claire Foy pour son rôle de la mère d'Adam dans Sans jamais nous connaître
  - Sandra Hüller pour son rôle de Hedwig Höss dans La Zone d'intérêt
  - Rosamund Pike pour son rôle d'Elspeth Catton dans Saltburn

### Meilleur scénario adapté
- American Fiction - Cord Jefferson (en)
  - Sans jamais nous connaître - Andrew Haigh
  - Oppenheimer - Christopher Nolan
  - Pauvres Créatures - Tony McNamara
  - La Zone d'intérêt - Jonathan Glazer

### Meilleur scénario original
- Anatomie d'une chute - Justine Triet et Arthur Harari
  - Barbie - Greta Gerwig et Noah Baumbach
  - Winter Break - David Hemingson (en)
  - Maestro - Bradley Cooper et Josh Singer
  - Past Lives - Nos vies d'avant - Celine Song

### Meilleurs décors
- Pauvres Créatures – Shona Heath, James Price et Zsuzsa Mihalek
  - Barbie – Sarah Greenwood (en) et Katie Spencer (en)
  - Killers of the Flower Moon – Jack Fisk et Adam Willis
  - Oppenheimer – Ruth De Jong et Claire Kaufman
  - La Zone d'intérêt – Chris Oddy, Joanna Maria Kuś et Katarzyna Sikora

### Meilleurs costumes
- Pauvres Créatures – Holly Waddington
  - Barbie – Jacqueline Durran
  - Killers of the Flower Moon – Jacqueline West
  - Napoléon – David Crossman et Janty Yates
  - Oppenheimer – Ellen Mirojnick

### Meilleurs maquillages et coiffures
- Pauvres Créatures – Nadia Stacey (en), Mark Coulier et Josh Weston
  - Killers of the Flower Moon – Kay Georgiou (en) et Thomas Nellen
  - Maestro – Siân Grigg (en), Kay Georgiou (en), Kazu Hiro (en) et Lori McCoy-Bell
  - Napoléon  – Jana Carboni, Francesco Pegoretti (en), Satinder Chumber et Julia Vernon (en)
  - Oppenheimer – Luisa Abel, Jaime Leigh McIntosh, Jason Hamer et Ahou Mofid

### Meilleure photographie
- Oppenheimer - Hoyte van Hoytema
  - Killers of the Flower Moon - Rodrigo Prieto
  - Maestro - Matthew Libatique
  - Pauvres Créatures - Robbie Ryan
  - La Zone d'intérêt - Łukasz Żal

### Meilleur montage
- Oppenheimer – Jennifer Lame
  - Anatomie d'une chute – Laurent Sénéchal
  - Killers of the Flower Moon – Thelma Schoonmaker
  - Pauvres Créatures – Yorgos Mavropsaridis (en)
  - La Zone d'intérêt – Paul Watts

### Meilleurs effets visuels
- Pauvres Créatures – Simon Hughes
  - The Creator – Jonathan Bullock, Charmaine Chan, Ian Comley et Jay Cooper
  - Les Gardiens de la Galaxie Vol. 3 – Theo Bialek, Stéphane Ceretti, Alexis Wajsbrot (en) et Guy Williams (en)
  - Mission impossible : Dead Reckoning (Mission: Impossible – Dead Reckoning) – Simone Coco, Neil Corbould, Jeff Sutherland et Alex Wuttke
  - Napoléon – Henry Badgett, Neil Corbould (en), Charley Henley (en) et Luc-Ewen Martin-Fenouillet

### Meilleur son
- La Zone d'intérêt – Johnnie Burn et Tarn Willers
  - Ferrari – Angelo Bonanni, Tony Lamberti (en), Andy Nelson, Lee Orloff et Bernard Weiser
  - Maestro – Richard King, Steven A. Morrow (en), Tom Ozanich (en), Jason Ruder (en) et Dean Zupancic
  - Mission impossible : Dead Reckoning (Mission: Impossible – Dead Reckoning) – Chris Burdon, James Mather, Chris Munro, Mark Taylor
  - Oppenheimer – Willie Burton, Richard King, Kevin O'Connell (en) et Gary A. Rizzo

### Meilleure musique de film
- Oppenheimer – Ludwig Göransson
  - Killers of the Flower Moon – Robbie Robertson (posthume)
  - Pauvres Créatures – Jerskin Fendrix (en)
  - Saltburn – Anthony Willis
  - Spider-Man: Across the Spider-Verse – Daniel Pemberton

### Meilleur film en langue étrangère
- La Zone d'intérêt -   États-Unis /  Royaume-Uni /  Pologne (en allemand et polonais)
  - 20 Jours à Marioupol -  Ukraine (en ukrainien et russe)
  - Anatomie d'une chute -  France (en français)
  - Past Lives - Nos vies d'avant -  États-Unis (en anglais)
  - Le Cercle des neiges -  Espagne /  Uruguay (en espagnol)

### Meilleur film d'animation
- Le Garçon et le Héron – Hayao Miyazaki et Toshio Suzuki
  - Chicken Run : La Menace nuggets – Sam Fell, Leyla Hobart et Steve Pegram
  - Élémentaire – Peter Sohn et Denise Ream
  - Spider-Man: Across the Spider-Verse – Joaquim Dos Santos (en), Kemp Powers, Justin K. Thompson, Avi Arad, Phil Lord (en), Christopher Miller (en), Amy Pascal et Christina Steinberg

### Meilleur film documentaire
- 20 Jours à Marioupol – Mstyslav Tchernov et Raney Aronson-Rath
  - American Symphony (en) – Matthew Heineman, Lauren Domino et Joedan Okun
  - Beyond Utopia (en) – Madeleine Gavin, Rachel Cohen et Jana Edelbaum
  - Still: A Michael J. Fox Movie (en) – Davis Guggenheim, Jonathan King et Annetta Marion
  - Wham! (en) – Chris Smith (en)

### Meilleur casting
- Winter Break - Susan Shopmaker
  - Sans jamais nous connaître - Kahleen Crawford
  - Anatomie d'une chute - Cynthia Arra
  - How to Have Sex - Isabella Odoffin
  - Killers of the Flower Moon - Ellen Lewis (en) et Rene Haynes

### Meilleur court métrage
- Jellyfish and Lobster – Yasmin Afifi et Elizabeth Rufai
  - Festival of Slaps – Abdou Cissé, Cheri Darbon et George Telfer
  - Gorka – Joe Weiland et Alex Jefferson
  - Such a Lovely Day – Simon Woods, Polly Stokes, Emma Norton et Kate Phibbs
  - Yellow – Elham Ehsas, Dina Mousawi (en), Azeem Bhati et Yiannis Manolopoulos

### Meilleur court métrage d'animation
- Crab Day – Ross Stringer, Bartosz Stanislawek et Aleksandra Sykulak
  - Visible Mending – Samantha Moore et Tilley Bancroft
  - Wild Summon (en) – Karni Arieli, Saul Freed et Jay Woolley

### Meilleur nouveau scénariste, réalisateur ou producteur britannique
- Earth Mama – Savanah Leaf (en) (scénariste, réalisateur, producteur), Shirley O'Connor (producteur) et Medb Riordan (producteur)
  - Blue Bag Life – Lisa Selby (réalisateur), Rebecca Lloyd-Evans (réalisateur, producteur) et Alex Fry (producteur)
  - Bobi Wine : Le Président du peuple (Bobi Wine: The People's President) – Christopher Sharp (réalisateur)
  - How to Have Sex – Molly Manning Walker (scénariste, réalisateur)
  - Is There Anybody Out There? – Ella Glendining (réalisateur)

### EE Rising Star Award
- Mia McKenna-Bruce
  - Phoebe Dynevor
  - Ayo Edebiri
  - Jacob Elordi
  - Sophie Wilde

## Statistiques

### Récompenses multiples
- 7 : Oppenheimer
- 5 : Pauvres Créatures
- 3 : La Zone d'intérêt
- 2 : Winter Break

### Nominations multiples
- 13 : Oppenheimer
- 11 : Pauvres Créatures
- 09 : Killers of the Flower Moon, La Zone d'intérêt
- 07 : Anatomie d'une chute, Winter Break, Maestro
- 06 : Sans jamais nous connaître
- 05 : Barbie, Saltburn
- 04 : Napoléon
- 03 : How to Have Sex, Past Lives
- 02 :  20 Jours à Marioupol, La Couleur pourpre, Mission impossible : Dead Reckoning, Toi et moi ?, Spider-Man: Across the Spider-Verse